# Певель-Мала
Певель-Мала (пол. Pewel Mała) — село в Польщі, у гміні Свінна Живецького повіту Сілезького воєводства.
Населення — 1485 осіб (2011).
У 1975-1998 роках село належало до Бельського воєводства.

## Демографія
Демографічна структура станом на 31 березня 2011 року:
|          | Загалом | Допрацездатний вік | Працездатний вік | Постпрацездатний вік |
| -------- | ------- | ------------------ | ---------------- | -------------------- |
| Чоловіки | 733     | 154                | 502              | 77                   |
| Жінки    | 752     | 140                | 427              | 185                  |
| Разом    | 1485    | 294                | 929              | 262                  |